# Amadou Hampâté Bâ
Pour les articles homonymes, voir Ba (nom de famille).
Amadou Hampâté Bâ, né en 1901 à Bandiagara (Mali) et mort le 15 mai 1991 à Abidjan (Côte d'Ivoire), est un écrivain et ethnologue malien, défenseur de la tradition orale, notamment celle des Peuls.
Le 18 novembre 1960, il lance lors de l'assemblée générale de l'UNESCO son appel : « En Afrique, quand un vieillard traditionaliste meurt, c'est une bibliothèque inexploitée qui brûle ». Cette formule devient proverbiale.
Membre du Conseil exécutif de l'UNESCO de 1962 à 1970, il est aussi appelé le « Sage d'Afrique » et le « Sage de Marcory ».

## Biographie

### Origines, enfance et jeunesse
Amadou Hampâté Bâ est né en 1900 ou 1901 à Bandiagara, chef-lieu du pays Dogon et ancienne capitale de l’Empire toucouleur.
Fils de Hampâté Bâ et de Kadidja Pâté Poullo Diallo, il est descendant d’une famille de Peuls nobles. Après la mort de son père, il est adopté par le second époux de sa mère, Tidjani Amadou Ali Thiam, de l’ethnie des Toucouleurs. Il fréquente d’abord l’école coranique de Tierno Bokar, un dignitaire de la confrérie tidjaniyya, avant d’être réquisitionné d’office pour l’école française à Bandiagara puis à Djenné. En 1915, il se sauve pour rejoindre sa mère à Kati où il reprendra ses études.
Il manquera d'être mobilisé par l'armée française à Mopti, en 1916, pour partir au front en Europe, puisqu’il n'arrivait pas à prouver la date de sa naissance. Finalement, il ne sera pas recruté, les Français estimant qu'il avait sans doute 15 ans, et donc trop jeune pour combattre.
Plus tard, Hampâté Bâ évoquera les Africains entraînés dans la guerre par les Européens, dans ses écrits, où il dénoncera la guerre sous toutes ses formes.
En 1921, il refuse d’entrer à l’École normale de Gorée. À titre de punition, le gouverneur l’affecte à Ouagadougou, en qualité d’« écrivain temporaire à titre essentiellement précaire et révocable ». De 1922 à 1932, il occupe plusieurs postes dans l’administration coloniale en Haute-Volta (actuel Burkina Faso) puis jusqu’en 1942 à Bamako. En 1933, il obtient un congé de six mois qu’il passe auprès de Tierno Bokar, son maître spirituel.

### Carrière
En 1942, il est affecté à l’Institut français d'Afrique noire (IFAN) de Dakar grâce à la bienveillance de son directeur, le professeur Théodore Monod. Il y effectue des enquêtes ethnologiques et recueille les traditions orales. Il se consacrera notamment à une recherche de quinze ans qui le mènera à rédiger l’Empire peul du Macina. En 1951, il obtient une bourse de l’UNESCO lui permettant de se rendre à Paris et de rencontrer les milieux africanistes, notamment Marcel Griaule.

En 1960, à l’indépendance du Mali, il fonde l’Institut des sciences humaines à Bamako et représente son pays à la Conférence générale de l’UNESCO. Il y dira devant l’assemblée générale :

« En Afrique, quand un vieillard traditionaliste meurt, c'est une bibliothèque inexploitée qui brûle. »

En 1962, il est élu membre du Conseil exécutif de l’UNESCO. En 1966, il participe à l’élaboration d’un système unifié pour la transcription des langues africaines. En 1968, il est nommé ambassadeur du Mali en Côte d'Ivoire. En 1970, son mandat à l’UNESCO prend fin. Ahmadou Hampaté Bâ et son disciple Alfa Ibrahima Sow seront récompensés en 1975 par l'Académie française en reconnaissance des services rendus au dehors à la langue française (Médaille d'argent du Prix de la Langue Française).

### Dernières années
Amadou Hampâté Bâ se consacre alors entièrement à son travail de recherche et d’écriture. Les dernières années de sa vie, il les passera à Abidjan en Côte d'Ivoire à classer ses archives accumulées durant sa vie sur les traditions orales d’Afrique de l'Ouest ainsi qu’à la rédaction de ses mémoires, Amkoullel l’enfant peul et Oui mon commandant !, qui seront publiés en France en 1991. Il meurt à Abidjan en mai 1991. La publication, la révision et la conservation de ses écrits ont reçu l’aide de Hélène Heckmann, devenue sa femme en 1969.

## Défenseur du patrimoine africain

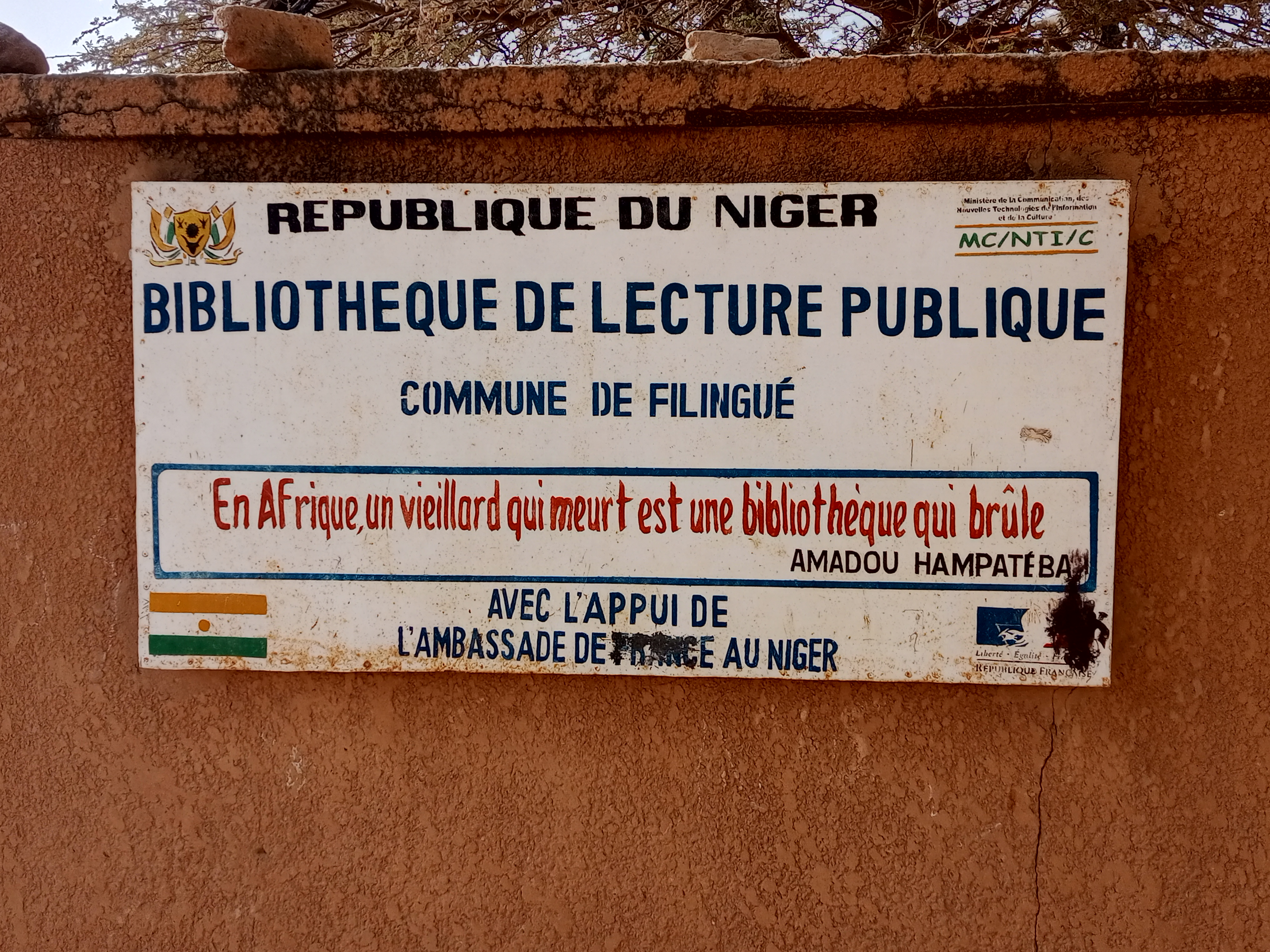

### Un engagement personnel
Passionné par le patrimoine culturel africain, Ahmadou Hampaté Bâ le recueille, le transcrit et le traduit dès son plus jeune âge pour le sauvegarder, et rassemble de précieuses archives en français, pular, adjami, bambara, arabe qui alimentent son œuvre. Il collecte, transcrit, commente et publie ainsi de nombreuses traditions orales peules,,. Il accorde une grande importance aux valeurs de solidarité et de responsabilité présentes dans les civilisations africaines traditionnelles, et au rapport au monde naturel et à la spiritualité.

Il affirme : 

« On se condamne à ne rien comprendre à l’Afrique traditionnelle si on l’envisage à partir d’un point de vue profane »

Dans sa première recherche à l'IFAN l'Empire peul du Macina, Ahmadou Hampaté Bâ explique comment la tradition orale, analysée avec méthode, peut être considérée comme une archive fiable. Pour lui, « C’est notre devoir, à nous qui avons hérité d’une tradition orale, que d’essayer d’en transmettre ce que nous pouvons avant que le temps et l’oubli ne la fassent disparaître de la mémoire des hommes ».

### Interpellation à l'UNESCO
Lors de la onzième conférence générale de l'Unesco Amadou Hampâte Bâ prononce un discours le 1er décembre 1960 où il demande « que la sauvegarde des traditions orales soit considérée comme une opération de nécessité urgente au même titre que la sauvegarde des monuments de Nubie ». Il a cette métaphore : « Pour moi, je considère la mort de chacun de ces traditionalistes comme l’incendie d’un fonds culturel non exploité ».

#### Le «vieillard-bibliothèque»
En 1962, au Conseil exécutif de l'Unesco où il a été récemment élu, il répond au sénateur américain Benton (en) qui traite les Africains d'ingrats, analphabètes et ignorants : « Je concède que nous sommes des analphabètes, mais je ne vous concède pas que nous soyons des ignorants.[...] Apprenez que dans mon pays, chaque fois qu’un vieillard meurt, c’est une bibliothèque qui a brûlé ». Dans la pure tradition orale, la formule est abondamment reprise et déclinée en de multiples variantes, telles que « Chaque fois qu'un vieillard meurt, c'est toute une bibliothèque qui brûle ». L'auteur fait lui-même une mise au point lors du Festival mondial des arts nègres de Dakar en 1966 et reformule ainsi sa pensée : « En Afrique, chaque fois qu'un vieillard traditionaliste meurt, c'est une bibliothèque inexploitée qui brûle ».
Sa déclaration – « véritable fleur de l'oralité » – a pris le rang de proverbe africain et Hampâté Bâ incarne désormais le « vieillard-bibliothèque ».

## Distinction et postérité
En 1975, l'Académie française décerne à Ahmadou Hampaté Bâ la médaille d'argent du prix de la langue française pour ses services rendus à la langue française au dehors.
En 1974, le Grand prix littéraire d'Afrique noire lui est octroyé pour L'Étrange Destin de Wangrin.
Une Fondation Ahmadou Hampaté Bâ, créée par la fille cadette d' Amadou Hampaté Bâ Roukiatou Hampâté Bâ et soutenue par les autorités ivoiriennes, a été créée en 2002 à Abidjan, avec pour vocation, notamment, de préserver le riche patrimoine que constituent les manuscrits, y compris non publiés, les recherches et les archives d'Ahmadou Hampaté Bâ.
Une pièce de théâtre a été consacrée à l'héritage d'Ahmadou Hampaté Bâ, et à Dakar, une université porte son nom.
Dans le 10e arrondissement de Paris, le square Amadou-Hampâté-Bâ lui rend hommage.

## Œuvres
- L'Empire peul du Macina (1955, nouvelle édition en 1984)[27]
- Vie et enseignement de Tierno Bokar, le sage de Bandiagara (1957, réécrit en 1980), adapté au théâtre par Peter Brook en 2003[28].
- Kaïdara, récit initiatique peul (1969)[29]
- Aspect de la civilisation africaine (1972)
- L'Étrange Destin de Wangrin (1973) – Grand prix littéraire d'Afrique noire 1974[30].
- L’Éclat de la grande étoile (1974)
- Jésus vu par un musulman (1976)
- Petit Bodiel (conte peul) et version en prose de Kaïdara (1976)
- Njeddo Dewal mère de la calamité (1985, conte fantastique et initiatique peul)
- Ce que vaut la poussière, contes et récits du Mali (1987)
- Amkoullel, l'enfant peul (Mémoires I, 1991) – Grand prix littéraire d'Afrique noire 1991 (Traduit en anglais et présenté par Jeanne Garane avec préface de Ralph Austen, sous le titre, Amkoullel, The Fula Boy, Durham and London: Duke University Press, 2021)[31]
- Oui mon commandant ! (Mémoires II, 1994) publié à titre posthume[32]
- Il n' y a pas de petite querelle (2000)
- Ravins érotiques (2001), dix textes dont un d'Amadou Hampâté Bâ, vingt-cinq gravures de Michel Moskovtchenko, édition de 30 exemplaires numérotés, U.R.D.L.A., Villeurbanne
- Mémoires (2012)
- Coépouse bossue... ou méchanceté punie (2015)
- La Révolte des bovidés  (2015)